# Валериан (Захария)
Епи́скоп Валериа́н (рум. Episcopul Valerian, в миру Василе Захария, рум. Vasile Zaharia; 6 ноября 1905 — 13 марта 1996) — епископы Румынской православной церкви, епископ Орадский.

## Биография
Родился 6 ноября 1905 года в селе Мунчел в коммуне Стрэоане де Сус жудеца Вранча в семье Георге и Руксандра Захария, получив при крещении имя Василий. Ещё в раннем детстве он потерял мать, после чего отец вступил в монашество, а Василий далее жил в Брэиле. В школе проявил большой интеллект в учёбе. Его учитель Некулай Бутояну, констатировав в молодом Василие склонность к духовной жизни, направил следовать богословскую семинарию святого апостола Андрея в Галаце.
С 1919 по 1927 год обучался в духовной семинарии святого апостола Андрея в Галаце. В 1927 году поступил на богословский факультет в Бухаресте. В 1929—1930 годы является секретарём в школе церковных певчих в Бухаресте. В 1931 году окончил богословский факультет, защитив работу «Монашеские правила после Святого Василия Великого и Святых Отцов».
В 1931—1932 году благодаря хорошему слуху и голосу был протопсалтом в церкви «Спиря-Веке» в Бухаресте и педагогом на монашеской семинарии при Монастыре Черника.
28 сентября 1932 года был пострижен в монашество с именем Валериан, а на следующий день — рукоположён в сан иеродиакона.
В 1932 года назначен профессором, а 1933 году - директором певческой школы в Бессарабии.
4 ноября 1935 года был рукоположён в сан иеромонаха. За деятельность в качестве учителя и директора монашеского семинара и школы церковных певцов, а также за деятельность в монастыре и за другие мероприятия, которые были доверены ему и доведены до конца, на праздник Рождества Христова 1936 года награждён званием протосинкелла, а в 1937 году — в сан архимандрита.
В 1940—1941 год является преподавателем богословской семинарии им. Вениамина Костаки в Яссах, старейшей духовной семинарии в стране.
С сентября 1941 года и до сентября 1944 года был преподавателем религии в обычной школе Плоешти, а также служил настоятелем монастыря Гигиу.
В 1944 году ему возложена высокая должность экзарха (благочинного) всех монастырей в Бухарестской Архиепископии, а также настоятеля монастыря Кымпулунг-Мускел, а затем настоятеля монастыря Антим в Бухаресте.
С 1946 по 1951 год он занимался написанием статей в некоторых церковных журналах, а также в газетах «Naţiunea» и «Universul», в последнем издании «Pagina Bisericii». Поддержал совершённое в октябре 1948 года под давлением властей присоединение греко-католических румынских верующих и большинства их священников к Румынской православной церкви, говоря при любом подходящем случае, что должно исчезнуть между трансильванскими румынами выражение «мы» и «вы», чтобы снова быть единым и неразлучным, как мы были и до 1700 года.
11 ноября 1951 года был избран епископом Орадским. 13 ноября того же года в патриаршем соборе состоялась его епископская хиротония. 25 ноября того же года в Лунной церкви в Ораде состоялась его интронизация, которую возглавил митрополит Трансильванкий Николай (Бэлан).
Представлял Румынскую православную церковь на Конгрессе народов по защите мира в Вена в декабре 1952 года, на сессии Всемирного совета мира в Будапеште в июне 1953 года и на Московском православном церковном собрании вместе с Патриархом Юстинианом в 1955 году.
18 ноября 1969 года на заседании синода Трансильванской митрополии в Сибиу он стал протестовать против решения, поступившего сверху, согласно которому, в случае его применения, иерарх Орадя считал, что это будет нарушением его епископальной юрисдикции, и поэтому заявлял, что он отказывается подчиниться этому решению. Следствием было то, что 12 декабря 1969 года Священный Синод Румынской православной церкви в Бухаресте увольняет епископу Валерина на покой под предлогом болезни.
13 марта 1996 года в 4 часа ночи скончался после нескольких месяцев тяжёлой болезни. Отпевание было совершено 15 марта 1996 года в приходской церкви «Подяну» собором иерархов, священников и дьяконов во главе с архиепископом Тырговиштским Василием (Костиным).

## Публикации
- Indrumătorul pastoral, Oradea, 1953. — 101 p.:
- Taina mântuirii oamenilor, Oradea. 1955;
- Flori alese din gradina Sfintelor Scripturi. Concordanţă biblică, Oradea, 1955, XVIII — 388 p.
- Slujind Ortodoxia, Oradea, 1965. — 370 p.